# Alexander Mount
Alexander Mount est un joueur international anglais de rink hockey. Il évolue, en 2015, au sein du AD Sanjoanense P.

## Palmarès
En 2015, il participe au championnat du monde de rink hockey en France.